# Шаганатти
Шаганатти́ (каз. Шағанатты) — село у складі Маркакольського району Східноказахстанської області Казахстану. Входить до складу Тоскаїнського сільського округу.
Населення — 68 осіб (2021; 126 у 2009, 272 у 1999, 390 у 1989).
Національний склад станом на 1989 рік:
- казахи — 100 %

Станом на 1989 рік село називалося Орловка.